# Bedřichovice (Jankov)
Bedřichovice (německy Friedrichsau) jsou vesnice, část obce Jankov v okrese Benešov. Nachází se cca 4 km severovýchodně od Jankova. Pramení zde Polánecký potok, který je levostranným přítokem řeky Blanice.
Bedřichovice leží v katastrálním území Čestín u Jankova.

## Historie
První písemná zmínka o vesnici pochází z roku 1352.
V letech 1850–1910 a od 1. ledna 1980 se vesnice stala součástí obce Jankov a v letech 1921–1979 součástí obce Čestín.

## Pamětihodnosti
- Kostel svatého Vavřince